# Damesmotorfiets
Een damesmotorfiets is een motorfiets waarvan de bouw was aangepast aan het gebruik door dames. 
Zoals bij een damesfiets was het frame zo laag gebouwd dat het op- en afstappen met een rok eenvoudig was. Ook wel doorstapmodel genoemd. 
Fabrikanten van damesmotorfietsen waren onder andere Cedos, Crownfield, Cyclette, Eysink (de Eysink-Ladies Machine), KD, Miele, Omega (Coventry), Royal Enfield, Saroléa en Rosselli.
Soms werden ook geestelijken door de fabrikanten van damesmotorfietsen tot de doelgroep gerekend. Zij hadden vanwege hun lange soutane dezelfde problemen als dames met hun rokken.